# Comparateur de phase
Le comparateur de phase (en anglais : Phase Frequency Detector ou PFD) est un système électronique de type discriminateur de phase qui a pour fonction de générer un signal de sortie proportionnel à la différence de phase entre deux signaux d'entrée. C'est un système couramment utilisé dans une boucle à verrouillage de phase (PLL).
Le signal généré peut être de nature différente selon le type de comparateur :
- Une tension de sortie proportionnelle à la différence de phase entre les deux entrées.
- Un écart temporel entre deux sorties proportionnel à la différence de phase entre les deux entrées.

On distingue, de plus:
- les systèmes qui détectent les écarts de phase ;
- les systèmes qui détectent les écarts de phase et les écarts de fréquence, appelés « comparateurs phase-fréquence » qui minimise le temps de synchronisation et la complexité du montage électrique;
- les systèmes qui comparent des signaux d'entrée analogiques et numériques ;
- les systèmes qui comparent des signaux numériques en entrée seulement.

## Théorie de fonctionnement

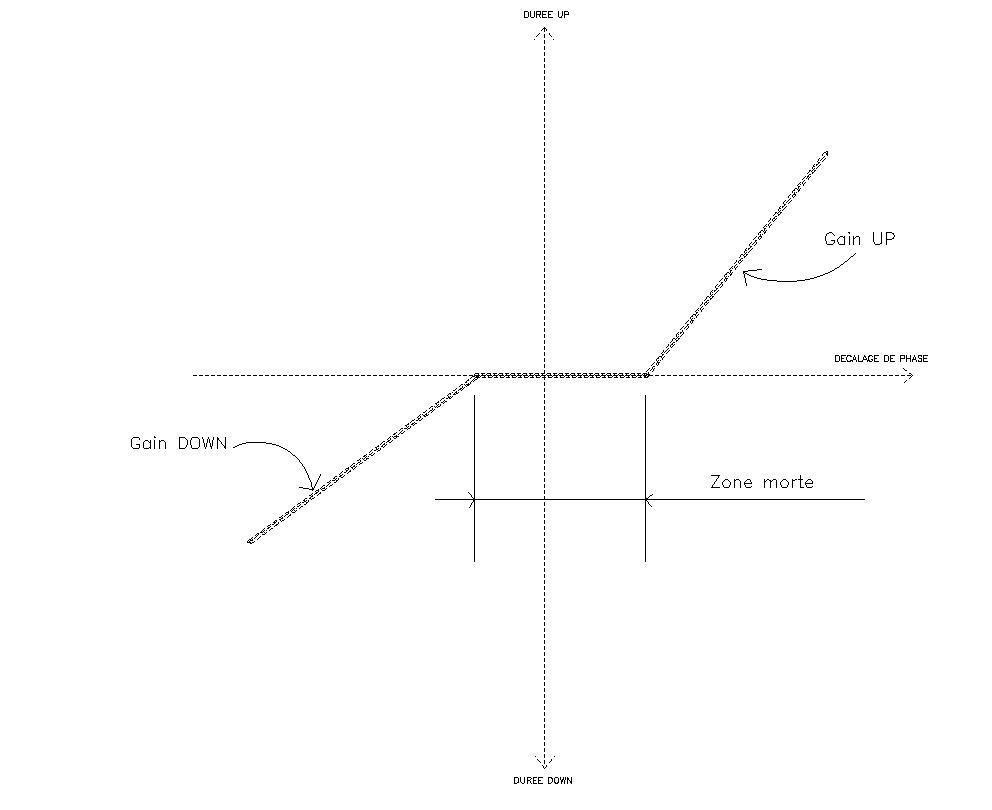
Fonction de transfert d'un comparateur de phase.

La fonction de transfert du comparateur de phase a pour caractéristiques :
- Un gain UP pour une différence de phase positive.
- Un gain DOWN pour une différence de phase négative.
- Une zone pour laquelle la sortie est constante quelle que soit la différence de phases en entrées: c'est la zone morte du comparateur.
- Une erreur de détection systématique. Par exemple dans le cas idéal pour une erreur de phase nulle, la sortie est à zéro, mais dans un cas pratique, pour une erreur de phase nulle, il y a une petite tension résiduelle en sortie: c'est l'erreur de détection systématique.
- Une zone aveugle : à la suite d'un certain décalage de phase, la sortie s'inverse de polarité. Par exemple, pour un certain détecteur de phase, pour le décalage de phase de 180 degrés, la sortie passe de (+1) à (-1). Cette zone pour laquelle la sortie inverse sa polarité est appelée la zone aveugle du comparateur.

### Comparateur de Phase à trois états.

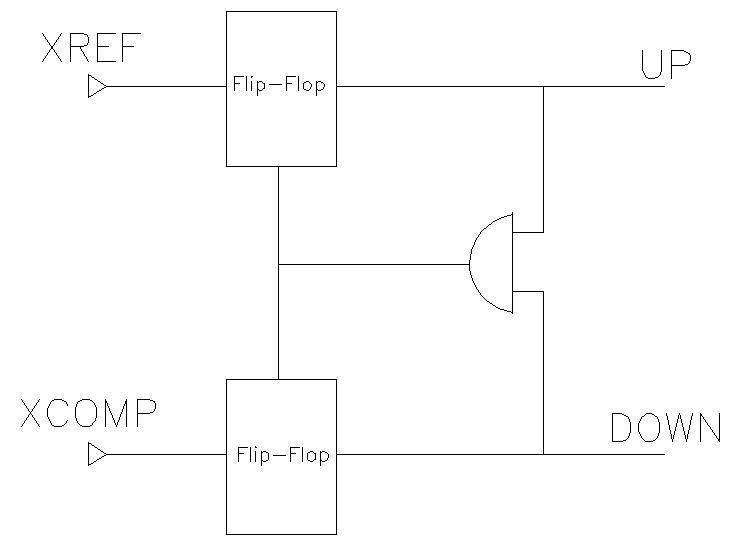
Comparateur de phase à trois états.

## Types de comparateurs.

### Comparateur de Phase à bascule JK.

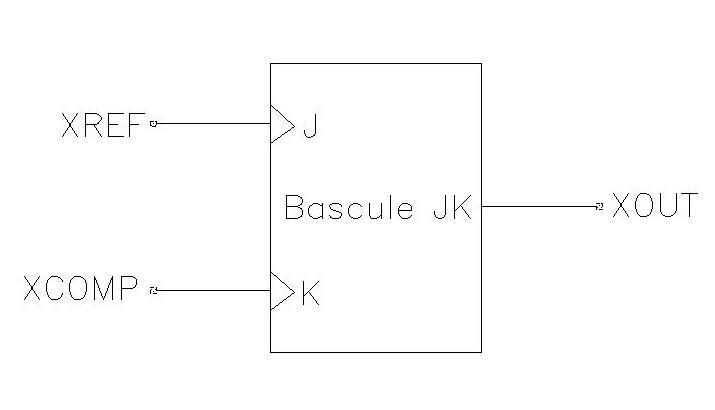
Comparateur de Phase à bascule JK.

Ce comparateur travaille sur fronts montants. C'est la raison pour laquelle
les entrées peuvent ne pas être symétriques.
Quand les entrées sont en opposition de phase, la tension de sortie moyennée
par un filtrage, converge vers zéro si la bascule est polarisée entre les tensions
( -1, +1 ). Quand les deux signaux d'entrée ont un décalage de phase de 360 degrés,
la tension moyenne de sortie atteint son maximum (ici +1), et quand il n'y a pas
de déphasage entre les deux entrées, la tension de sortie atteint son minimum, (ici -1).
La bascule JK n'est pas capable de faire office de détecteur de fréquence, ce n'est qu'un détecteur de phase.

### Comparateur de phase à multiplicateur de Gilbert.

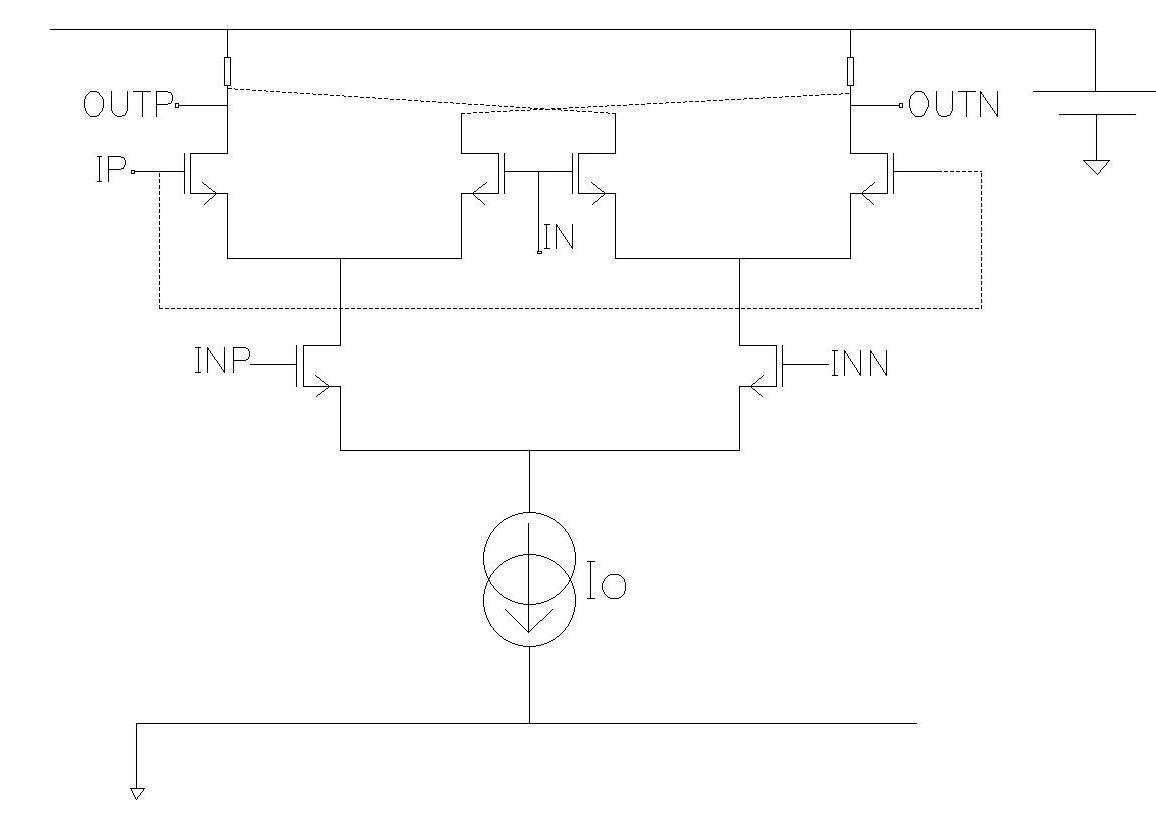
Comparateur de Phase à multiplicateur de Gilbert.

Le multiplicateur de Gilbert peut servir de comparateur de phase. En effet, si les deux signaux
d'entrée sont à la même fréquence, la sortie (préalablement filtrée) sera proportionnelle à la différence de phase selon {\displaystyle Vout=K*sin\theta }.
Le facteur K est proportionnel aux deux amplitudes d'entrée.
On en déduit ainsi que ce détecteur de phase est non linéaire.
Pour des signaux d'entrée de fréquence différente, la sortie n'est plus cohérente
et le détecteur ne joue plus son rôle: on dit qu'il n'est sensible qu'à la différence de
phase mais qu'il ne fonctionne pas pour des fréquences d'entrée différentes.
Finalement il faut prêter attention au fait que le gain soit sensible aux amplitudes
d'entrée.

### Comparateur de phase à porte OU exclusif

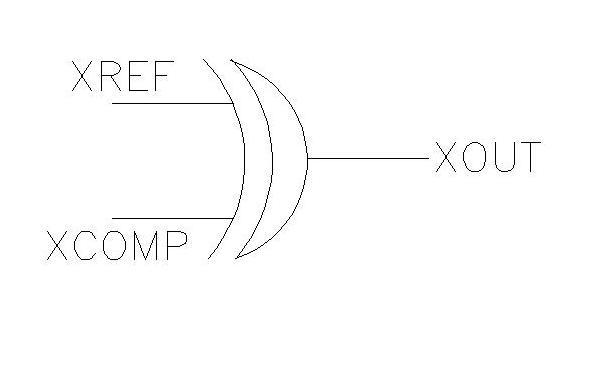
Comparateur de Phase à porte XOR.

La moyenne du signal de sortie est proportionnelle au déphasage entre les deux entrées.
Par exemple, si le déphasage entre XREF et XCOMP est de 90 degrés, le signal de sortie
aura un rapport cyclique de 50 %, ce qui implique une moyenne de 0 pour une sortie comprise
entre -1 et +1.
Si le déphasage s'écarte des 90 degrés, le rapport cyclique de sortie change
proportionnellement à la différence de phase en entrée, et ainsi la valeur moyenne du signal de
sortie.
Par contre, si les signaux d'entrée ne sont pas symétriques, par exemple avec un rapport
cyclique différent de 50 %, alors la gamme de détection est réduite. Par exemple, pour un
signal d'entrée de rapport cyclique faible, 5 % par exemple, la gamme de détection devient seulement 5*(2pi) / 100.
Ce système est un détecteur de phase, mais pas un détecteur de fréquence.

## Applications
Le comparateur de phase est un montage typiquement utilisé dans une boucle à verrouillage de phase (PLL).